# Le Val (Doubs)
Le Val község Franciaország Burgundia-Franche-Comté régiójában, Doubs megyében. Új községként 2017. január 1-jén jött létre Montfort és Pointvillers község egyesítésével. A korábbi községek egyesülésekor az új község lélekszáma 272 fő lett. Lakosainak száma 245 fő (2022. január 1.).

## Népesség
| Lakosok száma | 239  | 245  | 241  | 242  | 242  | 241  | 245  |
|               | 2015 | 2017 | 2018 | 2019 | 2020 | 2021 | 2022 |